# Věra Čáslavská
Věra Čáslavská (pronuncació: [ˈvjɛra ˈtʃaːslafskaː]) (Praga, Protectorat de Bohèmia i Moràvia, 3 de maig de 1942 - Praga, 30 d'agost de 2016) va ser una gimnasta artística txeca, guanyadora d'onze medalles olímpiques.
Considerada una de les millors gimnastes de la història, ostenta el rècord de títols individuals en uns Jocs Olímpics i és l'única gimnasta que ha guanyat la medalla d'or en totes les proves individuals (concurs individual, exercici de terra, barra d'equilibris, barres asimètriques i salt sobre cavall), un fet encara no aconseguit en categoria masculina.

## Biografia

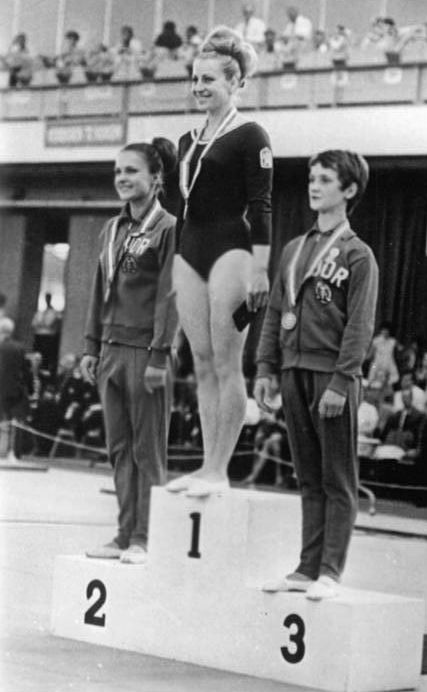
Erika Zuchold, Věra Čáslavská (centre) i Karin Janz al Campionat d'Europa de 1967

Va néixer el 3 de maig de 1942 a la ciutat de Praga, que en aquells moments era la capital del Protectorat de Bohèmia i Moràvia, un estat satèl·lit de l'Alemanya nazi, i que posteriorment fou la capital de Txecoslovàquia i actualment de la República Txeca. L'any 1964 es casà amb l'atleta i medallista olímpic txecoslovac Josef Odložil, del qual es divorcià posteriorment.
El 1993 morí en el transcurs d'una discussió entre Josef Odložil i el fill d'aquest i Čáslavská, el primer rebé un cop al cap que el tingué en coma inicialment i li produí la mort. El fill, Martin Odložil, fou condemnat a quatre anys de presó, una pena que el president del país Václav Havel li perdonà.

## Carrera esportiva
Va iniciar la seva carrera esportiva en el món del patinatge sobre gel així com el ballet clàssic l'any 1952, si bé el 1958 va debutar internacionalment ja en el món de la gimnàstica artística en el Campionat del Món, on aconseguí guanyar la medalla de plata per equips.
Participà, als 18 anys, en els Jocs Olímpics d'Estiu de 1960 realitzats a Roma (Itàlia), on va aconseguir guanyar la medalla de plata en la competició femenina per equips, a més d'aconseguir guanyar un diploma olímpic en la prova de barra d'equilibris a l'acabar sisena i finalitzar vuitena en la prova individual. En els Jocs Olímpics d'Estiu de 1964 realitzats a Tòquio (Japó) va aconseguir guanyar quatre medalles: tres medalles d'or en les proves del concurs individual, de salt sobre cavall i barra d'equilibris, i una medalla de plata en la competició per equips, a més de finalitzar cinquena en la prova de barres asimètriques i sisena en l'exercici de terra.
En els Jocs Olímpics d'Estiu de 1968 celebrats a Ciutat de Mèxic (Mèxic) arribà la seva consagració a l'aconseguir sis medalles en les sis proves disputades: la medalla d'or en les proves individual, exercici de terra, salt sobre cavall i barres asimètriques, així com la medalla de plata en la prova per equips i la prova de barra d'equilibris.
Al llarg de la seva carrera activa aconseguí guanyar deu medalles en el Campionat del Món, entre elles quatre medalles d'or; i tretze medalles en el Campionat d'Europa de l'especialitat, entre elles onze medalles d'or.

## Activisme polític
L'any 1968 Čáslavská va manifestar públicament la seva repulsa a la intromissió soviètica sobre el seu país, donant suport des del seu inici al moviment democratitzador anomenat "Primavera de Praga". En finalitzar els Jocs Olímpics d'estiu de 1968 el govern de Txecoslovàquia prohibí la seva participació en més activitats esportives, finalitzant així la seva carrera.
A la dècada del 1980 el Comitè Olímpic Internacional (COI) demanà al govern txecoslovac la restitució de Čáslavská en el seu país per tal que pogués realitzar la seva activitat com a jutge o entrenadora. Amb la caiguda del comunisme l'any 1989 va esdevenir assessora del president Václav Havel en assumptes d'esports, educació, salut i treball social. Posteriorment fou nomenada presidenta del Comitè Olímpic Txec i el 1995 fou escollida membre del COI.